# Nội soi khớp
Nội soi khớp (hay phẫu thuật soi khớp) là một kĩ thuật ngoại khoa can thiệp tối thiểu vào một khớp để chẩn đoán hoặc điều trị các tổn thương bằng cách sử dụng một ống nhòm khớp, là một ống nội soi được luồn vào khớp qua một đường rạch nhỏ. Kĩ thuật nội soi chủ yếu hiện nay được dùng trong tái tạo dây chằng chéo trước ở khớp gối.
Ưu điểm vượt trội so với mổ mở là không cần phải mở rạch rộng khớp. Việc này giúp giảm thời gian hồi phục và tăng tỉ lệ thành công do giảm tổn thương các thành phần quanh khớp. Mổ nội soi khớp càng ngày càng phổ biến dựa trên các bằng chứng đánh giá khoa học.

## Lịch sử
Giáo sư Kenji Takagi ở Tokyo thường được công nhận là người đầu tiên thực hiện ca thăm khám khớp gối bằng dụng cụ soi khớp đầu tiên, vào năm 1919. Ông đã dùng ống soi bàng quang 7,3mm để làm các ca soi khớp đầu tiên. Gần đây, người ta tìm ra bài viết của một bác sỹ người Đan Mạch tên là Severin Nordentoft trình bày về nội soi khớp gối vào năm 1912 tại Chuỗi sự kiện họp lần thứ 41 của Hiệp hội ngoại khoa Đức tại Berlin. Ông gọi kĩ thuật này là arthroscopia genu, và đã dùng nước muối vô khuẩn hoặc dung dịch acid boric làm môi trường quan sát, và xâm nhập khớp bằng một cổng ở bờ ngoài bánh chè. Tuy nhiên không rõ ông đã làm trên xác hay bệnh nhân sống.
Công cuộc tiên phong bắt đầu từ những năm 1920 với công trình của Eugen Bircher. Ông đăng nhiều bài báo trong những năm 1920 về cách ông ứng dụng soi khớp cho mục đích chẩn đoán. Sau khi chẩn đoán phần mô bị rách, ông phẫu thuật mở để lấy bỏ hoặc sửa vùng mô tổn thương. Thời gian đầu, ông dùng ống soi ngực bụng Jacobaues đèn điện và chỉ nhìn được hình ảnh khớp rất tối. Thời gian sau, ông phát triển kĩ thuật hình ảnh học chụp tương phản kép để chẩn đoán. Ông từ bỏ nội soi vào năm 1930, và công trình của ông bị quên lãng trong nhiều thế kỉ.
Dù ông thường được cho là nhà phát minh ra nội soi khớp gối, phẫu thuật viên người Nhât bác sỹ Masaki Watanabe, nhận công đầu trong việc ứng dụng nội soi khớp vào phương pháp can thiệp.

## Biến chứng
Soi khớp được cho là kĩ thuật nguy cơ thấp với tỷ lệ rất thấp về các biến chứng nghiêm trọng. Thông thường, dung dịch bơm rửa thường tiết (thoát khoang) vào mô mềm chung quanh, gây phù và nói chung là một hiện tượng tạm thời, cần từ 7 đến 15 ngày để biến mất hoàn toàn. Tuy nhiên rất hiếm khi, dịch này có thể gây biến chứng nghiêm trọng là hội chứng chèn ép khoang. Một biến chứng hiếm nhưng nghiêm trọng khác là hủy sụn khớp vai sau nội soi liên quan đến việc phân hủy sụn gây các biến đổi thoái hóa cấp tính khớp vai một thời gian ngắn sau mổ nội soi.